# Athetis aboleta
Athetis aboleta är en fjärilsart som beskrevs av Achille Guenée 1852. Athetis aboleta ingår i släktet Athetis och familjen nattflyn. Inga underarter finns listade i Catalogue of Life.